# فرودگاه لای نادزاب
فرودگاه لای نادزاب  (به انگلیسی: Lae Nadzab Airport) یک فرودگاه همگانی با کد یاتا LAE است که یک باند فرود آسفالت دارد و طول باند آن ۲۴۴۰ متر است. این فرودگاه در کشور پاپوآ گینه نو قرار دارد و در ارتفاع ۷۳ متری از سطح دریا واقع شده است.

## شرکت‌های هواپیمایی و مقصدهای پروازی
| شرکت‌های هواپیمایی    | مقصدهای پروازی                                              |
| -------------------- | ----------------------------------------------------------- |
| ایر نیوگینی          | Buka، هسکینس، موموت، جکسنز                                  |
| Airlines PNG         | گورنی، گرکا، هسکینس، مادانگ، گیروا، جکسنز، ربائول           |
| North Coast Aviation | بولولو، فینشافن, Kabwum, Lablab, Omora, Satwag Wau, Yalumet |
| Travel Air           | هسکینس، مادانگ، جکسنز، ربائول، ویواک، وانیمو                |